# Stiliger
Stiliger es un género de molusco opistobranquio de la familia Limapontiidae.
Este género estaba anteriormente incluido en la familia Stiligeridae, donde aún lo mantiene el Sistema Integrado de Información Taxonómica.
Estas pequeñas babosas de mar se distribuyen en aguas templadas y tropicales de los océanos Atlántico, Índico y Pacífico.

## Especies
El Registro Mundial de Especies Marinas reconoce como válidas las siguientes especies en el género:
- Stiliger akkeshiensis Baba, 1935
- Stiliger auarita Caballer, Ortea & Moro, 2009
- Stiliger aureomarginatus Jensen, 1993
- Stiliger berghi Baba, 1937
- Stiliger fuscovittatus Lance, 1962
- Stiliger illus Er. Marcus, 1965
- Stiliger llerae Ortea, 1982
- Stiliger ornatus Ehrenberg, 1828
- Stiliger pusillus Baba, 1959
- Stiliger smaragdinus Baba, 1949
- Stiliger viridis (Kelaart, 1858)
- Stiliger vossi Ev. Marcus & Er. Marcus, 1960

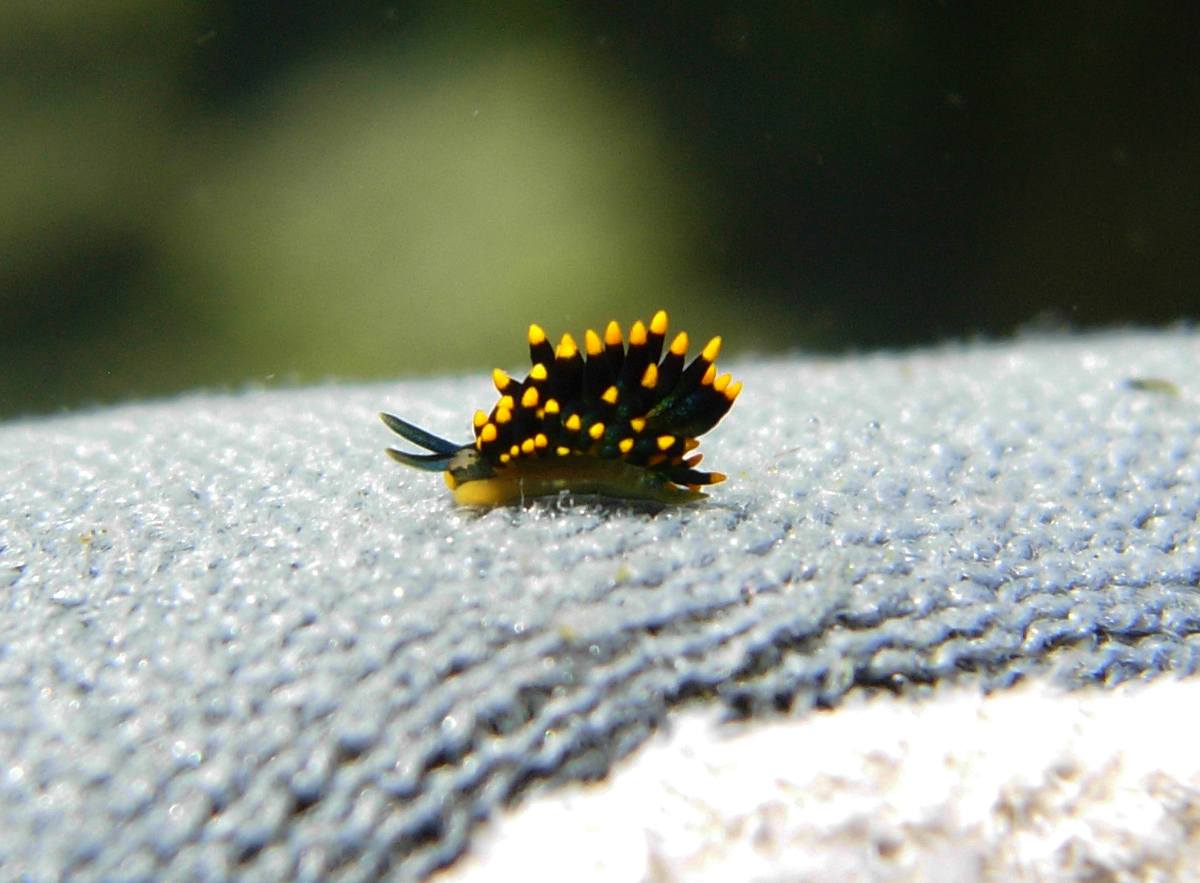
Stiliger aureomarginatus
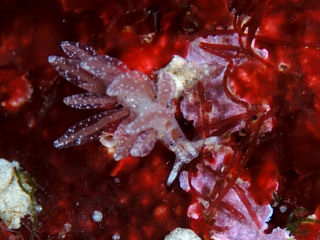
Stiliger berghi
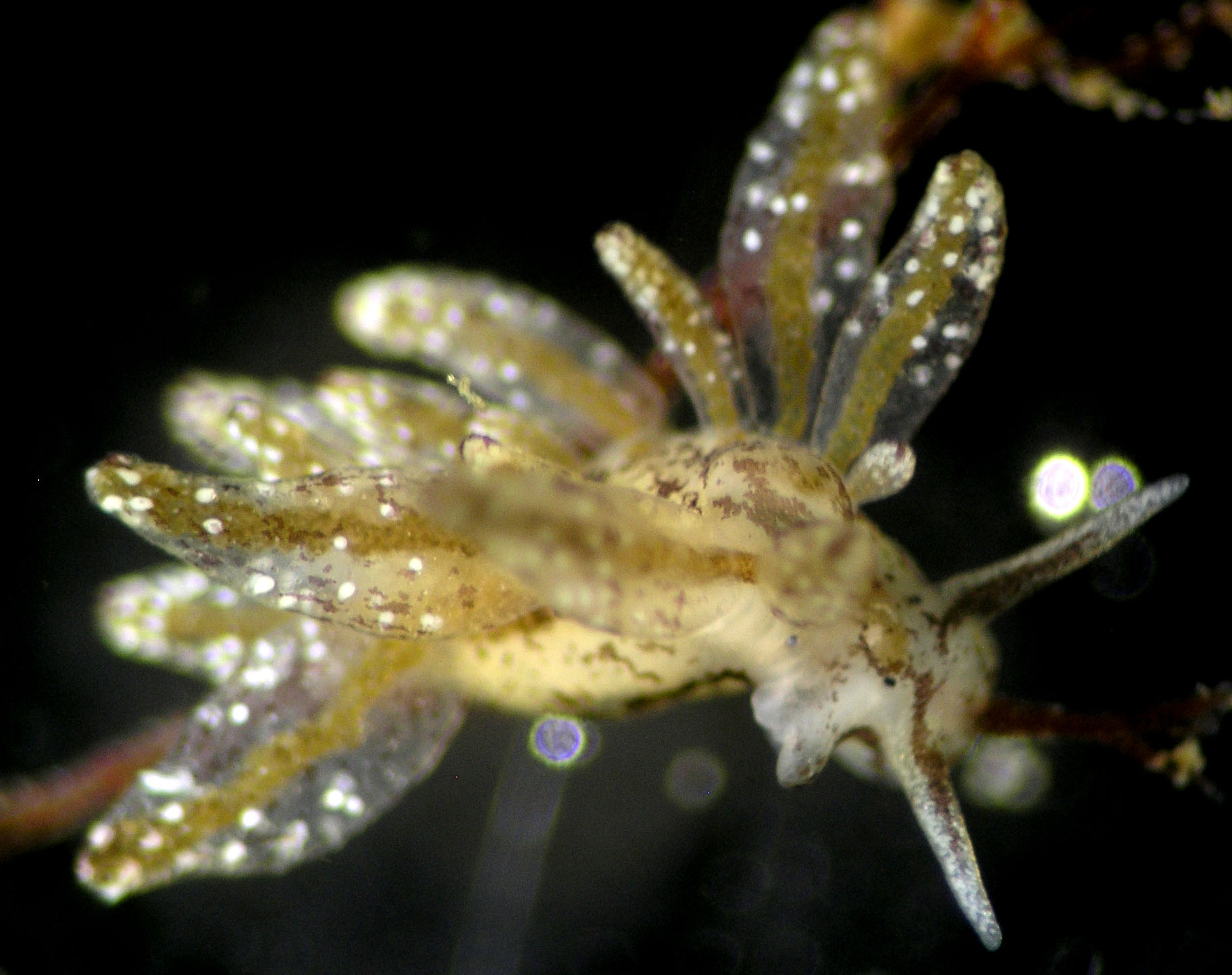
Stiliger fuscovittatus
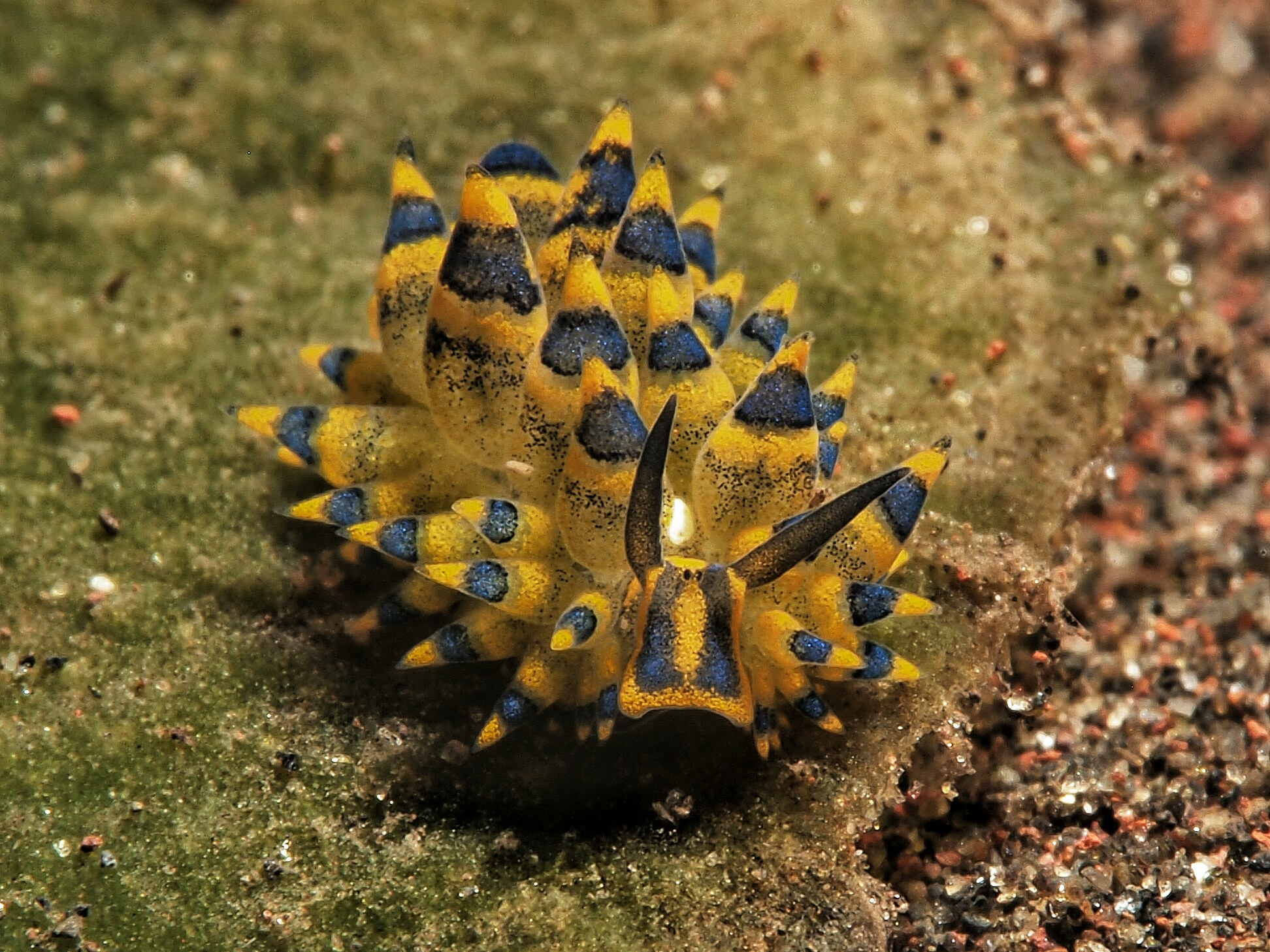
Stiliger ornatus
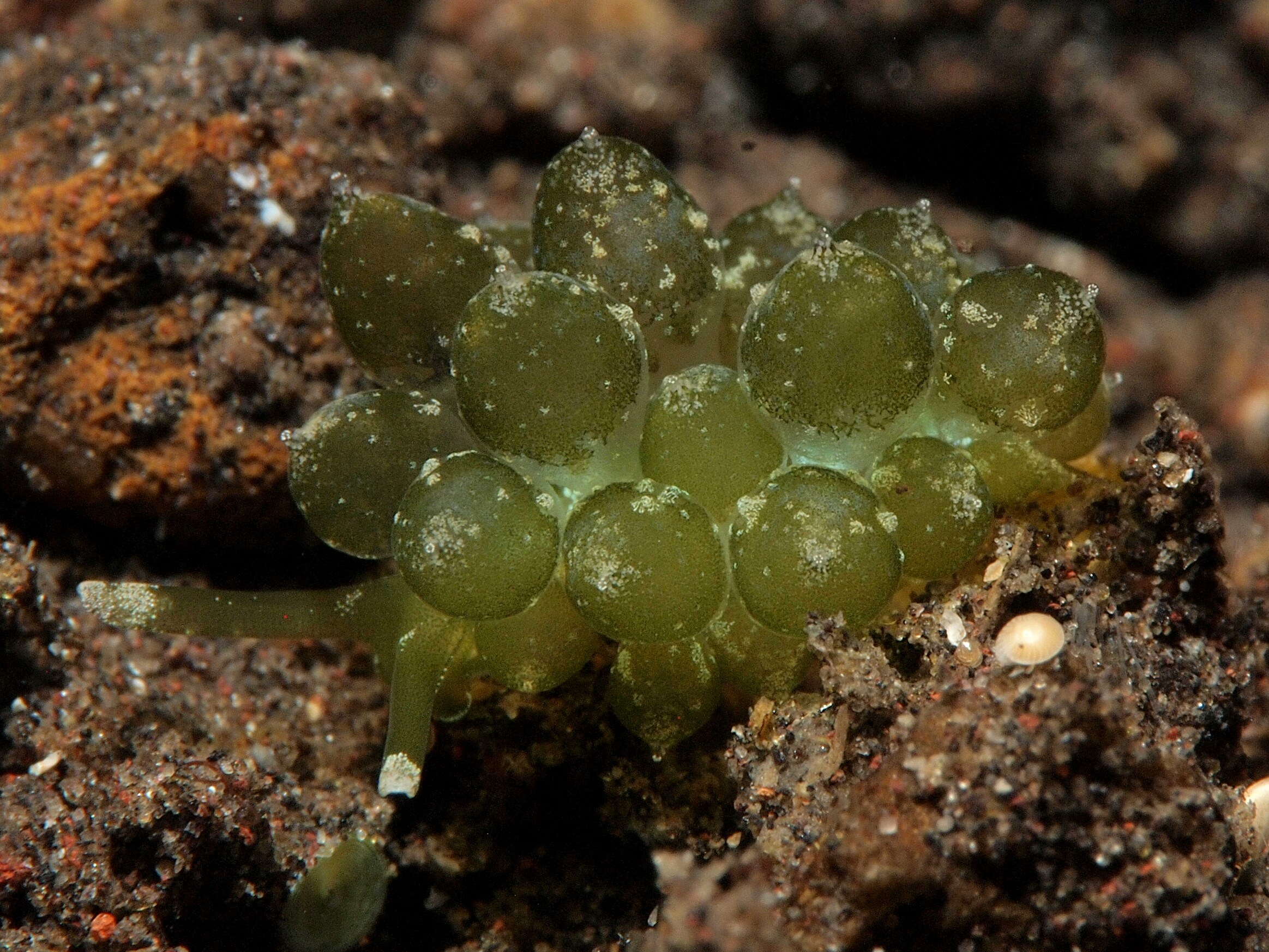
Stiliger smaragdinus

Especies consideradas como sinonimia
- Stiliger (Ercolania) illus Er. Marcus, 1965 aceptada como Stiliger illus Er. Marcus, 1965
- Stiliger amphibius Allman, 1845 aceptada como Alderia modesta (Lovén, 1844)
- Stiliger bellulus (d'Orbigny, 1837) aceptada como Calliopaea bellula d'Orbigny, 1837
- Stiliger boodleae Baba, 1938 aceptada como Ercolania boodleae (Baba, 1938)
- Stiliger cricetus Er. Marcus & Ev. Marcus, 1970 aceptada como Ercolania coerulea Trinchese, 1892
- Stiliger erbsus Ev. Marcus & Er. Marcus, 1970 aceptada como Ercolania erbsus (Ev. Marcus & Er. Marcus, 1970)
- Stiliger formicarius Baba, 1959 aceptada como Costasiella formicaria (Baba, 1959)
- Stiliger fuscatus (Gould, 1870) aceptada como Ercolania fuscata (Gould, 1870)
- Stiliger gopalai Rao, 1937 aceptada como Ercolania gopalai (Rao, 1937)
- Stiliger lilianae Ev. Marcus & Er. Marcus, 1969 aceptada como Costasiella lilianae (Ev. Marcus & Er. Marcus, 1969) aceptada como Costasiella ocellifera (Simroth, 1895)
- Stiliger llerai Ortea, 1982 aceptada como Stiliger llerae Ortea, 1982
- Stiliger mariae (Meyer & Möbius, 1865) aceptada como Calliopaea bellula d'Orbigny, 1837
- Stiliger modestus Lovén, 1844 aceptada como Alderia modesta (Lovén, 1844)
- Stiliger niger Lemche, 1935 aceptada como Ercolania nigra (Lemche, 1935)
- Stiliger nigrovittatus Rao & Rao, 1963 aceptada como Ercolania raorum (Ev. Marcus & Er. Marcus, 1970)
- Stiliger noto Baba, 1959 Hermaea noto (Baba, 1959)
- Stiliger oophaga (Lemche in Gascoigne & Sartory, 1974) aceptada como Calliopaea oophaga Lemche in Gascoigne & Sartory, 1974
- Stiliger pica Annandale & Prashad, 1922 aceptada como Ercolania pica (Annandale & Prashad, 1922)
- Stiliger raorum Ev. Marcus & Er. Marcus, 1970 aceptada como Ercolania raorum (Ev. Marcus & Er. Marcus, 1970)
- Stiliger scaldianus (Nyst, 1855) aceptada como Alderia modesta (Lovén, 1844)
- Stiliger subviridis Baba, 1959 aceptada como Ercolania subviridis (Baba, 1959)
- Stiliger talis Ev. Marcus & Er. Marcus, 1956 aceptada como Ercolania talis (Ev. Marcus & Er. Marcus, 1956)
- Stiliger vanellus Er. Marcus, 1957 aceptada como Ercolania fuscata (Gould, 1870)
- Stiliger varians Eliot, 1904 aceptada como Ercolania varians (Eliot, 1904)
- Stiliger vesiculosus (Deshayes, 1853) aceptada como Calliopaea bellula d'Orbigny, 1837
- Stiliger zosterae Baba, 1959 aceptada como Hermaea zosterae (Baba, 1959)